# Andecaliximab
L'andecaliximab (GS-5745 secondo la Denominazione Comune Internazionale) è un anticorpo monoclonale anticorpo umanizzato, chimerico (di derivazione sia murina che umana), progettato per il trattamento di alcuni tipi di neoplasia e di patologie infiammatorie. È prodotto dalla casa farmaceutica Gilead Sciences.
Nel 2019 sono state completate le fasi II e III di alcuni studi clinici volti a valutare tollerabilità ed efficacia dell'andecaliximab in pazienti con tumore dello stomaco o di adenocarcinoma della giunzione gastroesofagea.